# Уролагнија
Уролагнија (позната и као урофилија и удинизам) је сексуална активност током које учесници доживљавају сексуално задовољство од урина или током уринирања. Израз је настао као кованица грчких речи „оурон“ (урин) и „лагнеја“ (страст).
Уролагнија подразумева сексуални ужитак који особа доживљава док уринира на једну или више особа или док друге особе уринирају на њу. Неки од учесника могу доживети сексуално задовољство и током конзумације урина; оваква пракса назива се „урофагија“, међутим сам израз урофагија има опште значење и односи се на конзумацију урина без обзира да ли је концепт сексуалан или не. 
На енглеском говорном подручју постоји више сленг израза који означавају ову сексуалну активност као што су „златни туш“ (golden shower), „водени спортови“ (water sports) или “пиш игра“ (piss play).
На Новом Зеланду је законом забрањено било какво оглашавање у медијима или на интернету, које за циљ има промоцију овог облика сексуалне активности. За ово кривично дело законом је запрећена казна до 10 година затвора.